# Annabella (Moonjam-album)
Annabella er det syvende studiealbum fra det dansk pop-rockorkester Moonjam. Det blev udgivet i 1996.

## Spor
1. "På En Forårsdag"
2. "Annabella"
3. "Vi Sætter Sejl"
4. "Ka' Vi Forlange Mer'"
5. "Victory"
6. "To Små Ord"
7. "Mellem Klipper & Skyer"
8. "She Won't Be Back"
9. "Bungyjumper"
10. "Tågernes Kaj"